# 3. Fußball-Liga (Russland)
Die 3. Liga (russisch Третья лига/Tretja liga, Langform russisch Третья лига ПФЛ bzw. Профессиональной футбольной лигой/Tretja liga PFL bzw. Professionalnoi futbolnoi ligoi = Dritte Liga der Professionellen Fußball-Liga) war die von 1994 bis 1997 bestehende vierte Spielstufe – unter Oberster, 1., sowie 2. Liga – des russischen (semi-)professionellen Fußballs. Sie bestand aus sechs (1997 fünf) parallelen Staffeln unterhalb der drei (1994 vier) Staffeln der 2. Liga, der heutigen 2. Division, bis 1993 und seit 1998 beginnt direkt unterhalb der 3. Spielstufe der russische Amateurligenbereich.
Bei Einführung der 3. Liga wurde die Anzahl der Staffeln von sieben auf vier, 1995 auf drei verringert und die überzähligen Vereine mit Neuprofivereinen sowie Aufsteigern aus dem Amateurbereich in die sechs Staffeln eingruppiert. Als 1997 das Ende der 3. Liga beschlossen wurde, wurden die meisten Teams in die wieder auf sechs Staffeln erweiterte 2. Liga aufgewertet. Die übrigen Teams lösten sich entweder auf, verzichteten auf eine 2.-Liga-Lizenz oder diese wurde ihnen verweigert; in einigen Staffeln stieg faktisch kein Team, in den anderen so gut wie kein Team sportlich wieder in den Amateurbereich ab.
Die Anzahl der teilnehmenden Mannschaften schwankte auch während der Spielzeiten stark. Während der Phase mit fünf Staffeln begannen je nach Saison 98 bis 105 Teams, 1997 mit fünf Staffeln 88 Clubs den Spielbetrieb, mindestens sechs Teams wurden aber während der laufenden Saison ausgeschlossen oder lösten sich auf. Sportliche Abstiege waren selten, da meist mehr Teams die Lizenz aufgaben, als Abstiegsplätze je Staffel vorhanden waren. Aufsteiger in die 2. Liga gab es pro Staffel regulär zwei, wegen Lizenzproblemen stiegen aber oft nicht Meister sowie Vizemeister, sondern stattdessen Dritt- oder Viertplatzierte auf.